# شرق هند
شرق هند (به انگلیسی: East India) یک منطقه در هند است که شامل بنگال غربی، استان بهار, جارکند، اوریسا و همچنین بخشی از قلمرو جزایر آندامان و نیکوبار و بخش غربی پایتخت بنگال کلکته بزرگترین شهرهای این منطقه هستند.

## خصوصیات
شرق هند ۴۱۸٬۳۲۳ کیلومترمربع مساحت و ۲۲۶٬۹۲۵٬۱۹۵ نفر جمعیت دارد.